# Special Olympics Mosambik
Special Olympics Mosambik (englisch: Special Olympics Mosambik) ist der mosambikanische Verband von Special Olympics International, der weltweit größten Sportbewegung für Menschen mit geistiger Beeinträchtigung und Mehrfachbeeinträchtigung. Ziel ist die sportliche Förderung dieser Personengruppe und die Sensibilisierung der Gesellschaft für sie. Außerdem betreut der Verband die mosambikanischen Athletinnen und Athleten bei den Special Olympics Wettbewerben.

## Geschichte
Special Olympics Mosambik wurde 2019 mit Sitz in Maputo gegründet.

## Aktivitäten
2018 waren 4 Athletinnen, Athleten und Unified Partner sowie 2 Trainer bei Special Olympics Mosambik registriert.

### Sportarten
2019 wurde vom Verband die Sportart Leichtathletik (Special Olympics) angeboten.

### Teilnahme an Weltspielen vor 2020
- 2019 Special Olympics, World Summer Games, Abu Dhabi (4 Athletinnen und Athleten)[1]

### Teilnahme an den Special Olympics World Summer Games 2023 in Berlin
Special Olympics Mosambik nahm an den Special Olympics World Summer Games 2023 teil. Die Delegation wurde vor den Spielen im Rahmen des Host Town Program von Rüdersdorf bei Berlin betreut und bestand aus drei Leichtathleten und ihrem Team.